# Moltkia kemalpaschii
Moltkia kemalpaschii är en strävbladig växtart som beskrevs av Joseph Friedrich Nicolaus Bornmüller. Moltkia kemalpaschii ingår i släktet Moltkia och familjen strävbladiga växter. Inga underarter finns listade i Catalogue of Life.